# Улофссон, Херберт
Херберт Улофссон (швед. Herbert Olofsson, 8 апреля 1910 — 1 декабря 1978) — шведский борец греко-римского стиля, призёр чемпионата Европы.

## Биография
Родился в 1910 году в Ландскруне. В 1936 году принял участие в Олимпийских играх в Берлине, где занял 4-е место. В 1937 году стал серебряным призёром чемпионата Европы.